# Dangila
Pour l’article homonyme, voir Dangila (woreda).
Dangila, ou Dangla, est une ville située dans le nord-ouest de l'Éthiopie, dans la zone Agew Awi de la région Amhara. Elle se trouve à 2 137 mètres d'altitude.
Dangila qui compte 24 827 habitants au recensement de 2007, est la plus grande ville de la zone Agew Awi ainsi que la capitale administrative du woreda Dangila.

## Histoire
(septembre 2020).